# André Séguenny
André Séguenny, właśc. Andrzej Ściegienny (ur. 12 kwietnia 1938 w Brześciu, zm. 9 marca 2019 w Strasburgu) – francuski filozof, historyk i religioznawca pochodzenia polskiego. Specjalista w zakresie historii protestantyzmu.

## Życiorys
Urodził się w Brześciu nad Bugiem, był synem oficera Wojska Polskiego, Wincentego Ściegiennego i Zofii z d. Gutowskiej. W latach 1951–1955 uczęszczał do szkoły średniej. W 1955 roku podjął studia na Wydziale Łączności Politechniki Warszawskiej, z których zrezygnował w 1957 roku. W latach 1958–1963 studiował filozofię na Uniwersytecie Warszawskim, gdzie uzyskał tytuł magistra. Podczas studiów angażował się w działalność Klubu „Stodoła”. Publikował swoje utwory w czasopismach Twórczość i Almanach Młodych, od 1961 roku należał do Stowarzyszenia Autorów i Kompozytorów Scenicznych.
Po studiach podjął pracę na stanowisku asystenta pod kierunkiem profesora Leszka Kołakowskiego. Zajmował się tłumaczeniem twórczości Sørena Kierkegaarda i Dietricha Bonhoeffera. W ramach pracy na UW rozpoczął także badania nad dziejami reformacji. Po marcu 1968 roku został relegowany z Uniwersytetu Warszawskiego i przez następne dwa lata był bezrobotny. W 1970 roku wyjechał do Francji, gdzie uzyskał stypendium w École pratique des hautes études, uczęszczał także do paryskiego Instytutu Katolickiego. W latach 1971–1972 przebywał w Moguncji, gdzie otrzymał stypendium w Instytucie Historii Europejskiej, po powrocie do Francji pracował w Centre national de la recherche scientifique, a następnie w Centre d’études supérieures de la Renaissance przy Uniwersytecie w Tours.
W 1975 roku zamieszkał w Strasburgu, gdzie współpracował z Groupe de recherches sur les non-conformistes religieux des XVIe et XVIIe siècles et l’histoire des protestantismes oraz Wydziałem Teologii Protestanckiej Uniwersytetu Strasburskiego.
Miał żonę, Jadwigę z d. Duda (ur. 1945) oraz dwójkę dzieci – Charles’a Séguenny’ego (ur. 1975) i Gabrielę Séguenny-Helmbacher (ur. 1985). Zmarł w Strasburgu. 9 marca 2019 roku. Jego pogrzeb odbył się 4 dni później na cmentarzu w dzielnicy Robertsau.

## Publikacje
- W poszukiwaniu prawdziwej wiary : szkice z historii religii XVI wieku : humanizm, reformacja, spirytualizm (2009)
- Z dziejów spirytualizmu niemieckiego w XVI wieku. Cz. 2, Sebastiana Francka (1499-1542) "List do J. Campanusa" i "Chronica", "Zeitbuch vnnd Geschitsbibell" z 1531 roku (2002)
- Z dziejów spirytualizmu niemieckiego w XVI wieku. Cz. 1 Hans Denck (2000)
- Andrzej Frycz Modrzewski (Modrevius) (współautorzy: Wacław Urban i Jean Rott, 1997)
- Bibliotheca dissidentium : répertoire des non-conformistes religieux des seizième et dix-septième siècles. T. 15, Ungarländische Antitrinitarier : György Enyedi (redaktor wspólnie z Irena Backus i Jean Rott, 1993)
- Bibliotheca dissidentium : répertoire des non-conformistes religieux des seizième et dix-septième siècles. T. 14, Antitrinitaires polonais 3 : Marcin Czechowic, Jan Niemojewski, Christoph Ostorodt (Henryk Gmiterek, współredaktor, 1992)
- Bibliotheca dissidentium : répertoire des non-conformistes religieux des seizième et dix-septième siècles. T. 13, Antitrinitaires polonais 2 : Szymon Budny (Budnaeus), Pierre Statorius (l'Ancien), Christian Franken (współredaktor, 1991)
- Bibliotheca dissidentium : répertoire des non-conformistes religieux des seizième et dix-septième siècles. T. 12, Ungarländische Antitrinitarier : Tamás Arany, István Basilius, István Császmai, Lukács Egri, Elias Gezmidele (współredaktor, 1990)
- Bibliotheca dissidentium : répertoire des non-conformistes religieux des seizième et dix-septième siècles. T. 10, Michael Servetus (współredaktor, 1989)
- Bibliotheca dissidentium : répertoire des non-conformistes religieux des seizième et dix-septième siècles. T. 11, The Heidelberg antitrinitarians : Johann Sylvan, Adam Neuser, Matthias Vehe, Jacob Suter, Johann Hasler (współredaktor, 1989)
- Bibliotheca dissidentium : répertoire des non-conformistes religieux des seizième et dix-septième siècles. T. 9, Oswald Glaidt, Simone Simoni, Juan de Valdés (współredaktor, 1988)
- Bibliotheca dissidentium : répertoire des non-conformistes religieux des seizième et dix-septième siècles. T. 8, Daniel Bieliński, Stanisław Budzyński, Wojciech Calissius, Piotr Gonesius, Marcin Krowicki, Stanisław Taszycki, Andrzej Wojdowski (współredaktor, 1987)
- Bibliotheca dissidentium : répertoire des non-conformistes religieux des seizième et dix-septième siècles. T. 7, Éloy Pruystinck, Sebastian Franck, Antonio del Corro (współredaktor, 1986)
- Bibliotheca dissidentium : répertoire des non-conformistes religieux des seizième et dix-septième siècles. T. 5, Pierre Poiret (współredaktor, 1985)
- Bibliotheca dissidentium : répertoire des non-conformistes religieux des seizième et dix-septième siècles. T. 4, Jacques de Bourgogne, seigneur de Falais, Étienne Dolet, Casiodoro de Reina, Camillo Renato (współredaktor, 1984)
- Bibliotheca dissidentium : répertoire des non-conformistes religieux des seizième et dix-septième siècles. T. 3, Johannes Bünderlin, Wolfgang Schultheiss, Theobald Thamer (współredaktor, 1982)
- Bibliotheca dissidentium : répertoire des non-conformistes religieux des seizième et dix-septième siècles. T. 2, Martin Borrhaus (Cellarius) (współredaktor, 1981)
- Bibliotheca dissidentium : répertoire des non-conformistes religieux des seizième et dix-septième siècles. T. 1, Johannes Campanus, Christian Entfelder, Justus Velsius, Catherine Zell-Schütz (współredaktor, 1980)
- Homme charnel, homme spirituel : etude sur la christologie de Caspar Schwenckfeld (1489-1561) (1975)
- Luter (jako: Andrzej Ściegienny, 1967)[7]